# اسپیرا گروییچ
اسپیرا گروییچ (صربی: Spira Grujić؛ زادهٔ ۷ دسامبر ۱۹۷۱) بازیکن فوتبال اهل صربستان بود.
از باشگاه‌هایی که در آن بازی کرده‌است می‌توان به باشگاه فوتبال اندرلشت، باشگاه فوتبال ادو دن هاخ، باشگاه فوتبال رادنیشکی نیش، باشگاه فوتبال راد، و باشگاه فوتبال توئنته اشاره کرد.
وی همچنین در تیم ملی فوتبال صربستان و مونته‌نگرو بازی کرده‌است.